# Thomas Kraft
Thomas Kraft (Kirchen, 22 juli 1988) is een Duits doelman in het betaald voetbal. Hij tekende in 2011 een in eerste instantie vierjarig contract bij Hertha BSC, dat hem transfervrij overnam van Bayern München.

## Bayern München
Op 15 januari 2011 maakte  Kraft in de wedstrijd tegen VfL Wolfsburg zijn debuut voor Bayern München dat was ook zijn officiële debuut in de Bundesliga. In zijn debuut had hij een assist op Thomas Müller en stopte hij een penalty.

## Hertha BSC
Nadat Bayern bekend had gemaakt dat ze niet met Kraft verder wilden, toonde Hertha  interesse voor de keeper. Kraft tekende een vierjarig contract bij Hertha.

## Carrière
| Seizoen        | Club              | Land      | Competitie       | Wed. | Goals |
| -------------- | ----------------- | --------- | ---------------- | ---- | ----- |
| 2006/07        | Bayern München II | Duitsland | Regionalliga Süd | 13   | 0     |
| 2007/08        | Bayern München II | Duitsland | Regionalliga Süd | 33   | 0     |
| 2008/09        | Bayern München II | Duitsland | 3. Liga          | 24   | 0     |
| 2008/09        | Bayern München    | Duitsland | Bundesliga       | 0    | 0     |
| 2009/10        | Bayern München II | Duitsland | 3. Liga          | 27   | 0     |
| 2009/10        | Bayern München    | Duitsland | Bundesliga       | 0    | 0     |
| 2010/11        | Bayern München II | Duitsland | 3. Liga          | 6    | 0     |
| 2010/11        | Bayern München    | Duitsland | Bundesliga       | 12   | 0     |
| 2011/12        | Hertha BSC        | Duitsland | Bundesliga       | 34   | 0     |
| 2012/13        | Hertha BSC        | Duitsland | 2. Bundesliga    | 29   | 0     |
| 2013/14        | Hertha BSC        | Duitsland | Bundesliga       | 32   | 0     |
| 2014/15        | Hertha BSC        | Duitsland | Bundesliga       | 32   | 0     |
| 2015/16        | Hertha BSC        | Duitsland | Bundesliga       | 5    | 0     |
| Totaal         | Totaal            | Totaal    | Totaal           | 247  | 0     |
| Bijgewerkt tot | 1 oktober 2015    |           |                  |      |       |

## Erelijst
| Competitie             |                |                |                |                |
| Competitie             | Aantal         | Jaren          |                |                |
| Bayern München         | Bayern München | Bayern München | Bayern München | Bayern München |
| ---------------------- | -------------- | -------------- | -------------- | -------------- |
| DFL-Supercup           | 1x             | 2010           |                |                |
| Hertha BSC             |                |                |                |                |
| Kampioen 2. Bundesliga | 1x             | 2012/13        |                |                |